# Jerżyszki
Jerżyszki (biał. Ержышкі; ros. Ержишки) – chutor na Białorusi, w obwodzie witebskim, w rejonie brasławskim, w sielsowiecie Widze.
Dawna nazwa miejscowości to Jerzyszki.

## Historia
W czasach zaborów w granicach Imperium Rosyjskiego.
W latach 1921–1945 ówczesny zaścianek leżał w Polsce, w województwie nowogródzkim (od 1926 w województwie wileńskim), w powiecie brasławskim, w gminie Widze.
Według Powszechnego Spisu Ludności z 1921 roku zamieszkiwały tu 23 osoby, wszystkie były wyznania staroobrzędowego i zadeklarowały polską przynależność narodową. Były tu 4 budynki mieszkalne. W 1931 w 6 domach zamieszkiwało 21 osób.
Miejscowość należała do parafii rzymskokatolickiej w Widzach. Podlegała pod Sąd Grodzki w m. Turmont i Okręgowy w Wilnie; właściwy urząd pocztowy mieścił się w Widzach.